# She's the One (canción)
«She's The One» es una canción  escrita por  Karl Wallinger, grabado y lanzado en el álbum de 1997 de World Party Egiptología.
En 1999 fue grabada por Robbie Williams y lanzada como un b-side lado con It's Only Us. Fue el cuarto sencillo de I've Been Expecting You . La canción se convirtió en el segundo n.º 1 de Williams en el Reino Unido.[cita requerida]
La canción llegó a ganar varios premios en todo el mundo, incluyendo el Brit Awards en la categoría de Sencillo del Año y Mejor Video británico en 2000, y también ganó el Premio Capital Radio como el mejor sencillo.

## Rendimiento gráfico
Se convirtió en el segundo número de Williams en el Reino Unido, vendiendo más de 400 000 copias con lo que fue certificado como Disco de Platino por la  BPI. El sencillo también logró entrar en el Top 3 en Nueva Zelanda.

## Versiones y remixes
Estos son los formatos y listas de canciones de la publicación del sencillo "She's The One" / "It's Only Us".
 'UK CD1'

(Lanzado 8 de noviembre de 1999 )
1. «She's The One» - 4:18
2. «It's Only Us» - 2:50
3. «Millennium» [Live at Slane Castle] - 4:40
4. «She's The One» Video

 'UK CD2'

(Lanzado 8 de noviembre de 1999 )
1. «It's Only Us» - 2:50
2. «She's The One» - 4:18
3. «Coke & Tears» - 4:24
4. «It's Only Us» Video

 'European CD Maxi'

(Lanzado 8 de noviembre de 1999 )
1. «She's The One» - 4:18
2. «It's Only Us» - 2:50
3. «Millennium» [Live at Slane Castle] - 4:40
4. «Coke & Tears» - 4:24
5. «She's The One»  Video
6. «It's Only Us»  Video

## Posicionamiento
| Gráfico (1999–2000)                    | Posición |
| -------------------------------------- | -------- |
| Austria (Ö3 Austria Top 40)            | 16       |
| Bélgica (Flandes) (Ultratop 50)        | 40       |
| Bélgica (Valonia) (Ultratop 50)        | 21       |
| Dinamarca (Hitlisten)                  | 5        |
| Europa (Eurochart Hot 100)             | 9        |
| Finlandia (OFC)                        | 13       |
| Francia (SNEP)                         | 74       |
| Alemania (Media Control AG)            | 27       |
| Grecia (IFPI)                          | 1        |
| Islandia (Íslenski Listinn Topp 40)    | 8        |
| Irlanda (IRMA)                         | 4        |
| Italia (FIMI)                          | 8        |
| Países Bajos (Dutch Top 40)            | 29       |
| Países Bajos (Mega Single Top 100)     | 33       |
| Nueva Zelanda (Recorded Music NZ)      | 3        |
| Escocia (Scottish Singles Sales Chart) | 1        |
| Suecia (Sverigetopplistan)             | 42       |
| Suiza (Schweizer Hitparade)            | 20       |
| Reino Unido (UK Singles Chart)         | 1        |